# Uracis ovipositrix
Uracis ovipositrix är en trollsländeart som beskrevs av Philip Powell Calvert 1909. Uracis ovipositrix ingår i släktet Uracis och familjen segeltrollsländor. Inga underarter finns listade i Catalogue of Life.